# ملاريا نو مور (منظمة)
ملاريا نو مور أو الملاريا لا أكثر أو لا ملاريا بعد الآن  هي منظمة غير ربحية تهدف إلى إنهاء الوفيات الناجمة عن الملاريا. وهي معروفة بمشاركتها في حملة (Idol Gives Back) الخيرية الخاصة.

## بيان المهمة
المنظمة تتصور عالما خاليا من البعوض الذي يسبب انتقال الأمراض المعدية، وذلك باستخدام الشراكات المبتكرة وتركيز الدعوة إلى إعطاء الأولوية للقضاء على الملاريا على الصعيد العالمي، لخلق الإرادة السياسية وتعبئة الموارد العالمية إلى المستوى المطلوب لتحقيق للقضاء على الملاريا في غضون جيل شباب اليوم.

## التاريخ
أنشئ المنظمة في ديسمبر 2006 بيتر تشرنين وراي شامبرز. رجل الأعمال الأمريكي سكوت كيس هو نائب الرئيس في المنظمة منذ عام 2006. هذه المنظمة غير الربحية لديها شبكة عالمية من المنظمات التابعة لها في بلدان أخرى مثل كندا والمملكة المتحدة وهولندا واليابان. هذا يسمح بدعوات محلية لحشد الدعم الشعبي والعمل مع غيرها من المجموعات الشعبية لتحفيز الطلاب على المشاركة في العمل على مكافحة الملاريا.
منظمات أخرى متواصلة بتوزيع المزيد من العلاج الوقائي الواسع النطاق في أفريقيا.[بحاجة لمصدر]
وكانت المنظمة قد أعلنت عن خطط أولية في 2015، استنادا إلى التقدم الذي أحرز في مهمتها بحلول عام 2011.